# Горадиз (станция)
Горади́з (азерб. Horadiz) — станция Азербайджанских железных дорог, расположена в городе Горадизе Физулинского района Азербайджана.

## Краткая характеристика
Обслуживается Южным направлением Азербайджанских железных дорог.
Станция была открыта в 1936 году. До Первой карабахской войны 1992—1994 годов являлась транзитной станцией на линии Баку — Алят — Ширван — Минджевань — Джульфа, после окончания войны стала конечной станцией на линии Баку — Алят — Ширван — Горадиз, линия в сторону Джульфы была разобрана, участок до границы с Арменией до Второй карабахской войны контролировался силами непризнанной НКР.
Весной 2021 года начались работы по восстановлению участка Горадиз ― Агбенд со строительством обхода Худаферинского водохранилища, затопившего часть старой трассы.

## Пассажирское движение
По состоянию на апрель 2018 года со станции отправляется и прибывает один пассажирский поезд № 671/672 сообщением Горадиз —Дашбурун — Ширван.

### Перевозчики и расписания
| Перевозчик                      | Дистанция                         | Расписание                                                                                     |
| ------------------------------- | --------------------------------- | ---------------------------------------------------------------------------------------------- |
| Азербайджанские железные дороги | Международное и местное сообщение | link=https://ady.az/ru/tables/index/52/44 Архивная копия от 17 декабря 2018 на Wayback Machine |